# Крістіан Лаферла
Крістіан Лаферла (мальт. Kristian Laferla, нар. 23 березня 1967) — мальтійський футболіст, що грав на позиції захисника за «Валетту», «Сліма Вондерерс», а також національну збірну Мальти.

## Клубна кар'єра
У дорослому футболі дебютував 1985 року виступами за команду «Валетта», в якій провів вісімнадцять сезонів, взявши участь у 295 матчах чемпіонату. 
Завершував ігрову кар'єру в «Сліма Вондерерс», за яку виступав протягом 2003—2005 років.

## Виступи за збірну
1986 року дебютував в офіційних матчах у складі національної збірної Мальти.
Загалом протягом кар'єри в національній команді, яка тривала 13 років, провів у її формі 65 матчів, забивши 6 голів.

## Титули і досягнення
- Чемпіон Мальти (8):

«Валетта»: 1989-90, 1991-92, 1996-97, 1997-98, 1998-99, 2000-01
«Сліма Вондерерс»: 2003-04, 2004-05
- Володар Кубка Мальти (7):

«Валетта»: 1990-91, 1994-95, 1995-96, 1996-97, 1998-99, 2000-01
«Сліма Вондерерс»: 2003-04
- Володар Суперкубка Мальти (4):

«Валетта»: 1990, 1995, 1997, 1998, 1999, 2001